# Jacqueline Wiseman
Jacqueline Wiseman ist eine US-amerikanische Soziologin und emeritierte Professorin der University of California, San Diego. 1977/78 amtierte sie als Präsidentin der Society for the Study of Social Problems.
Wiseman machte ihren Bachelor-Abschluss an der University of Denver und wurde an der University of California, Berkeley, zur Ph.D. promoviert. Sie war Mitarbeiterin des National Opinion Research Center, Projektleiterin am Stanford Research Institute, Professorin für Soziologie an der San Francisco State University und schließlich Professorin an der University of California, San Diego.
Für ihre Monographie Stations of the Lost (1970) wurde sie mit dem C. Wright Mills Award für das beste Buch im Bereich Soziale Probleme ausgezeichnet und für ihr wissenschaftliches Lebenswerk mit dem George Herbert Mead Award.

## Schriften (Auswahl)
- The other half. Wives of alcoholics and their social-psychological situation. A. de Gruyter, New York 1991, ISBN 0-202-30383-7.
- People as partners. Individual and family relationships in today's world. Canfield Press, San Francisco 1971, ISBN 0-06-389424-6.
- Stations of the lost. The treatment of skid row alcoholics. Prentice-Hall, Englewood Cliffs 1970, ISBN 0-13-843235-X.
- Mit Marcia S. Aron: Field projects for sociology students.  Schenkman Pub. Co., Cambridge (Mass.) 1970.